# Wrens de Curragh

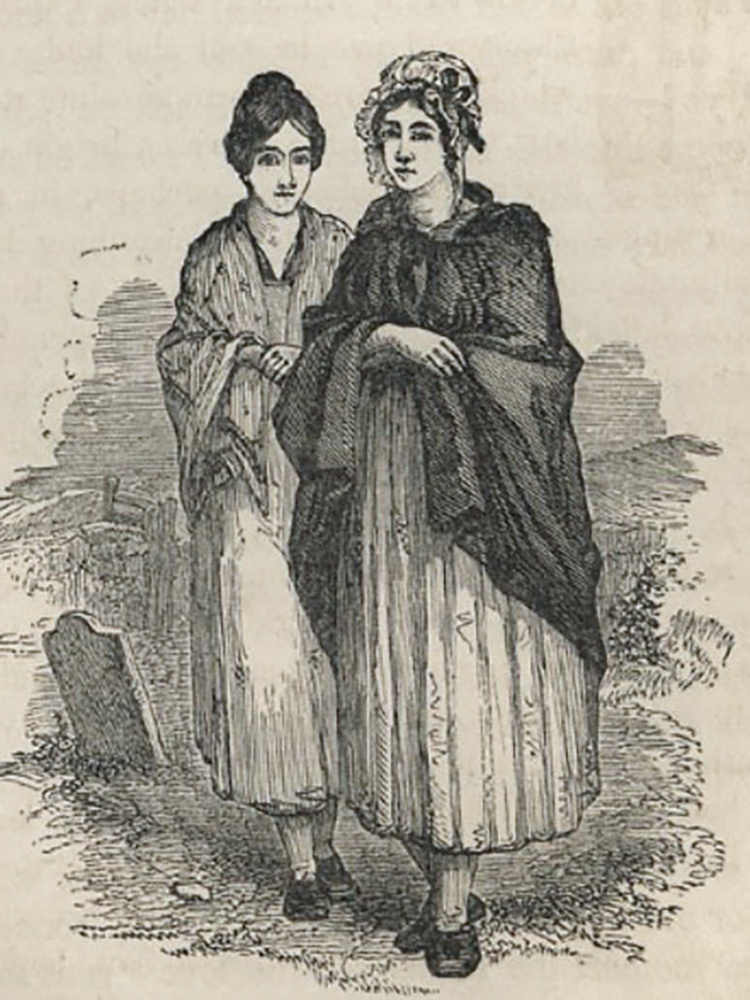
Dos miembros de las Wrens de Curragh.

Las Wrens de Curragh eran una comunidad de mujeres en la Irlanda del siglo XIX que vivían fuera de la sociedad en las llanuras de Kildare, muchas de las cuales eran trabajadoras sexuales en el campamento del Ejército irlandés en Curragh. Los registros de mujeres que vivían cerca de este campamento se remontan a la década de 1840. Muchas de las mujeres quedaron huérfanas debido a la Gran Hambruna, lo que provocó que usaran la prostitución para mantenerse. Las mujeres desarrollaron un estilo de vida comunista en el que se compartían dinero, hogares, pertenencias, comida y cuidado de niños. La comunidad de mujeres fue originalmente reportada por Charles Dickens en su diario, y luego fue cubierta por novelas, un poema, música, un podcast y arte. 

## Etimología
Las mujeres de Curragh fueron llamadas "wrens" porque dormían en huecos en el suelo que estaban a la mitad en bancos o zanjas, cubiertos de arbustos de furia, como los nidos que hacen los pájaros en la familia Wren. 

## Historia
Los registros de mujeres que vivían en Curragh, cerca del campamento del ejército, se remontan a la década de 1840. El campamento de Curragh se convirtió en permanente en 1856, lo que significó que la presencia de las mujeres se hizo continua. Los últimos registros de su presencia se extienden hasta la década de 1880. Muchas de estas mujeres quedaron huérfanas durante la Gran Hambruna y utilizaron la prostitución como un medio para mantenerse. Algunas vivían en las llanuras estacionalmente, con hasta 60 mujeres en los meses de verano. Fuera del tiempo de cosecha, las trabajadoras agrícolas desempleadas pueden haber aumentado este número.

### Estilo de vida
Las mujeres desarrollaron un estilo de vida comunista en el que se compartían dinero, hogares, pertenencias, comida y el cuidado de los hijos. Tampoco había algún tipo de líder. Si bien las mujeres fueron excluidas de la comunidad en la ciudad, también ellas mismas evitaron el contacto todo cuando fue posible, por ejemplo en atención médica, ellas mismas administraron remedios que hicieron o compraron. Mientras que las mujeres dependían de los soldados para obtener dinero, también tejían prendas que vendían en los mercados para obtener cierta independencia financiera del campamento del ejército. Aun así, fue el Ejército el que les suministró agua fresca y les permitió comprar bienes en el mercado del campamento 2-3 veces por semana. Esta red de ayuda mutua puede haber sido incluso más fuerte en algunos aspectos que las redes de apoyo más tradicionales en las áreas circundantes.
Las mujeres eran impopulares a nivel local y en 1855 un contribuyente se quejó de que las mujeres no solo causaban corrupción moral, sino que también eran un gasto pagado por los impuestos del contribuyente. En 1857, el capellán presbiteriano del campo escribió al Times quejándose de su presencia en el campo. Charles Dickens también escribió sobre las mujeres en su diario All the Year Round (Todo el año) en 1864.

### Atención periodística
En 1867, el periodista James Greenwood, de la Gaceta de Pall Mall, visitó a las Wren y registró su estilo de vida. Antes de su visita, en el mismo año, la situación de loas "Wrens" y los soldados se discutió en el British Medical Journal; en el artículo, algunas de las mujeres son retratadas como ladronas.
Greenwood notó la pobreza dentro de la cual vivían y la prostitución que financiaba la vida que estaban llevando. En un folleto posterior, Greenwood destacó que no todas las mujeres del lugar eran prostitutas. Algunas de las mujeres tenían matrimonios de hecho con soldados en el campo, pero debido a las regulaciones del ejército no podían vivir con ellos. 

### Impacto de la atención pública
El Medical Times Gazette presentó una respuesta al artículo de Greenwood, que se centró en la degradación moral de las wrens, así como en la discusión sobre la falta de saneamiento y los efectos sobre la salud pública.
El impacto de la visita de Greenwood y la publicación de sus artículos, condujo a la discusión pública y la introducción de la Ley Curragh de Kildare (1868). Esto introdujo un "hospital cerrado" para tratar a las mujeres. El tratamiento para las mujeres allí era deficiente y a menudo se les culpaba por los incidentes de enfermedades de transmisión sexual que eran comunes entre los soldados.

## Cultura popular
La vida de las "Wrens de Curragh" ha inspirado una variedad de respuestas creativas: 

#### Novelas
En 1873 se mencionan en una historia corta "The Humby Election" de George Fraser.
En 2010, el autor Martin Mallone escribió la novela The Only Glow of the Day sobre la vida en el Curragh. Asimismo, Rose Doyle escribió la novela Friends Indeed en 2011.
En 2018, la novelista Orla McAlinden publicó The Flight of the Wren, que reimaginaba la vida de las mujeres.

#### Poesía
En 2007, el poeta Mebh McGuckian presentó a las Wrens en su volumen The Currach Require No Harbour.

#### Música
La cantante Jane McNamee compuso la canción "The Curragh Wrens". Del mismo modo, Ollie Kennedy escribió la canción "The Curragh Wrens" desde la perspectiva de un soldado en el campamento, a pesar del título, no se refiere directamente a las mujeres en la canción. La canción de Lankum "Hunting the Wren" alude a las wrens de Curragh. 

#### Pódcast
En 2019, el primer episodio del podcast Historical Whores trató sobre las Wrens.

#### Artes visuales
En 2020, la artista Amanda Coogan continuó su trabajo en un proyecto sobre estas mujeres.